# Stomoxys inornatus
Stomoxys inornatus är en tvåvingeart som beskrevs av Karl Grünberg 1906. 
Stomoxys inornatus ingår i släktet Stomoxys och familjen husflugor. Inga underarter finns listade i Catalogue of Life.